# Mouthier-Haute-Pierre

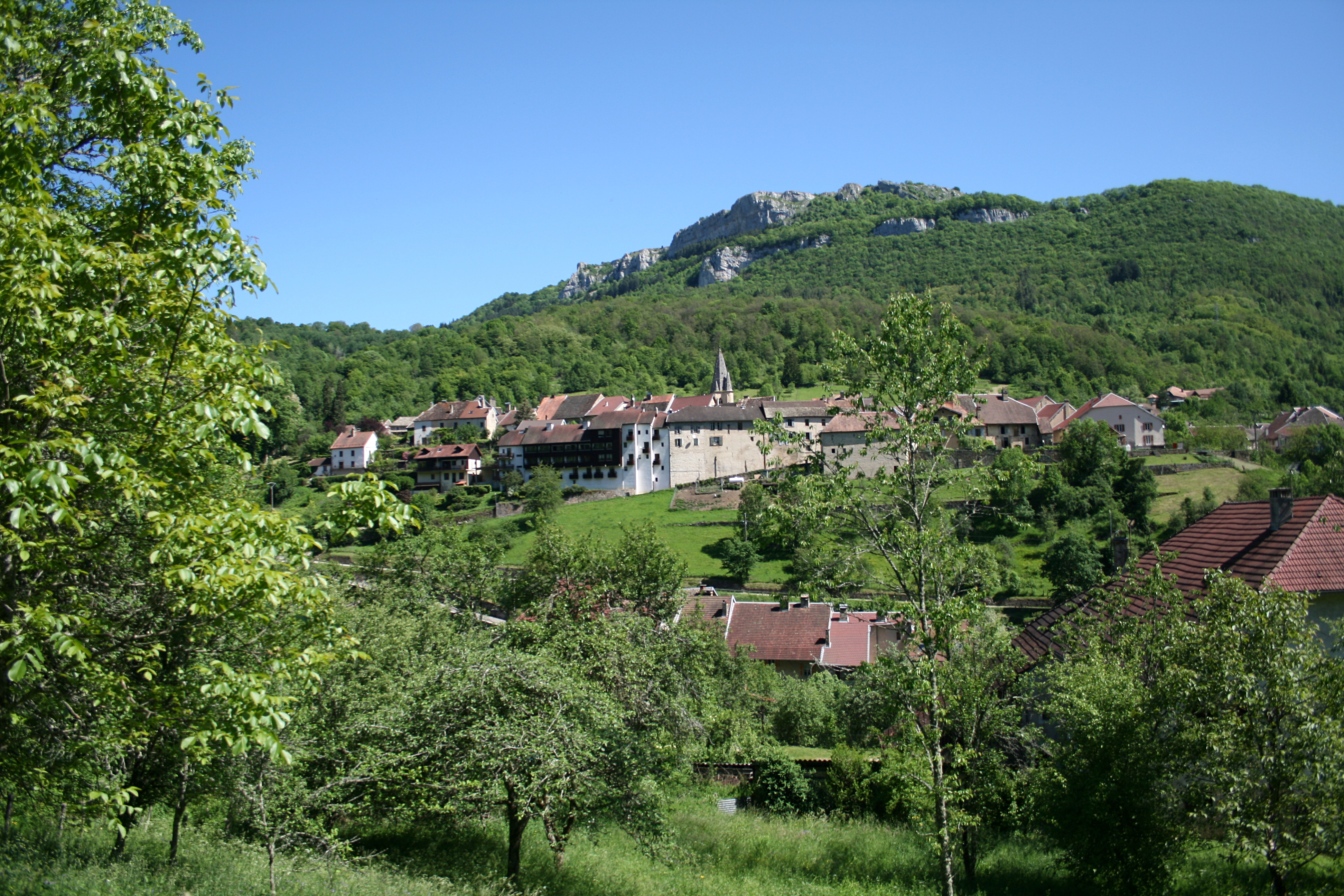

Mouthier-Haute-Pierre är en kommun i departementet Doubs i regionen Bourgogne-Franche-Comté i östra Frankrike. Kommunen ligger i kantonen Ornans som tillhör arrondissementet Besançon. År 2022 hade Mouthier-Haute-Pierre 357 invånare.

## Befolkningsutveckling
Antalet invånare i kommunen Mouthier-Haute-Pierre
Referens:INSEE